# Abadía de Stavelot

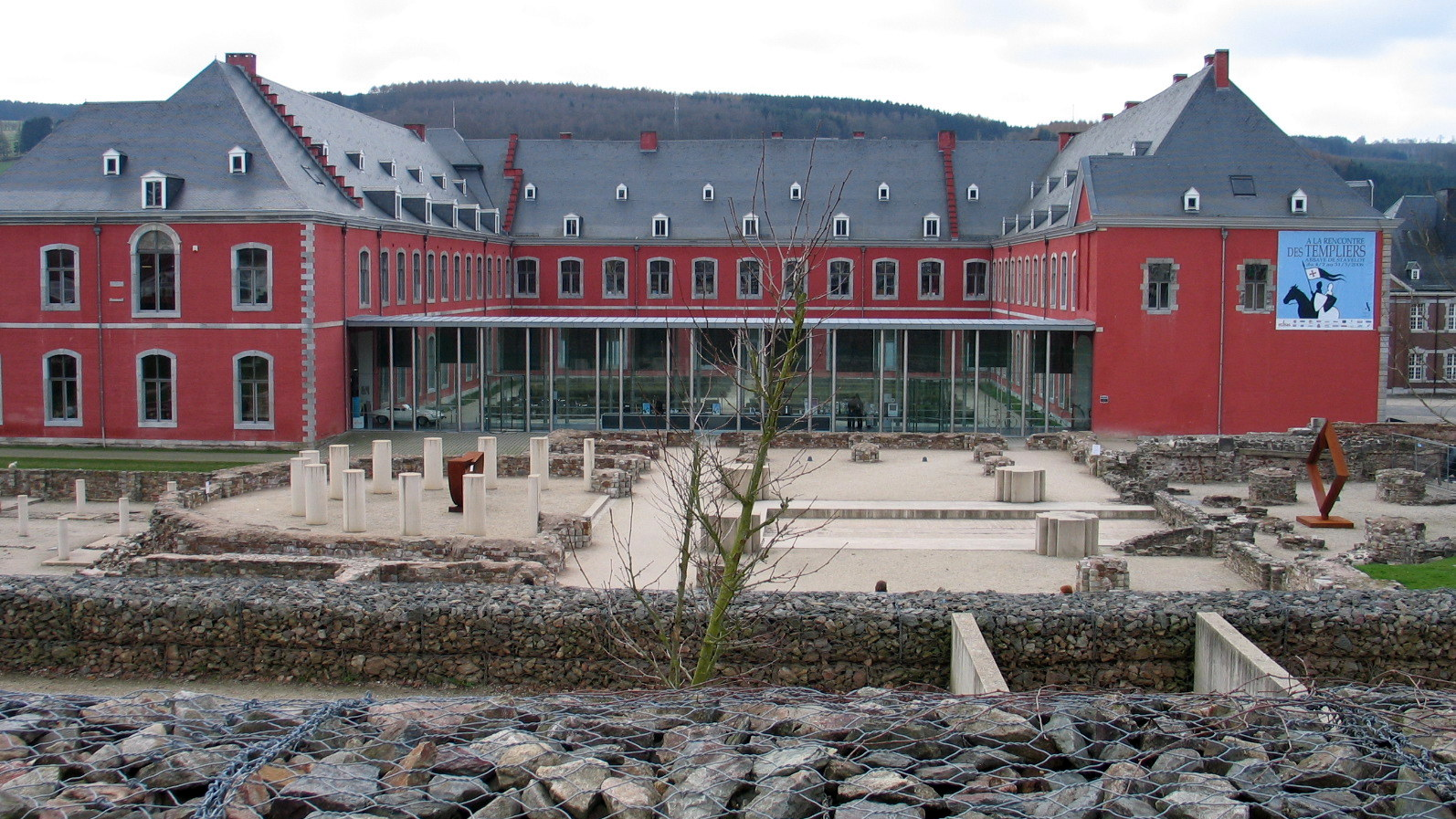
Edificios del y cimientos de la iglesia abacial.

La abadía de Stavelot (en francés: abbaye de Stavelot) era un monasterio benedictino situado en Stavelot, en la provincia de Lieja, en la Región Valona de Bélgica. Fundado en 651, el monasterio estuvo asociado al de Malmedy, de modo que un mismo abad presidía a los destinados a las dos abadías, cuyo conjunto era calificado como «monasterio dúplice».
En el siglo IX, la abadía jugó un papel cultural importante en Lotaringia. Pero en 881 y 883 sufre sucesivamente dos invasiones normandas y se queda en la ruina. Tras el periodo de los condes-abades, en 962, el abad de Stavelot se convierte en imperial, y desde entonces, sus abades llevan el título de «Príncipe del Imperio». La abadía sería desde entonces la sede de un principado eclesiástico que gobernaba sobre gran parte de las Ardenas, hasta Logne.
Entre los siglos XII y XV, la abadía conoce un largo declive, seguido de un periodo de renovación entre 1500 y 1650. Tras la revolución francesa, entre 1793 y 1804, los monjes son expulsados de la abadía, que es saqueada por los revolucionarios. La abadía fue vendida y demolida, lo que supuso el fin del principado de Stavelot-Malmedy.

## Historia

### Fundación e irradiación cultural (650-850)
La abadía fue fundada en 651 por san Remaclo, gracias a las donaciones realizadas por Sigeberto III de Austrasia entre 647 y 650 Desde el comienzo de la comunidad, las donaciones reales dotan a Stavelot de un dominio que las inmunidades merovingias y carolingias sustraían a la acción directa de los funcionarios. Este dominio, según el diploma de Childerico II de 670, se extendía desde Baraque Michel al Warche, al Salm, al Ambleve y al Roannay.
Un mismo abad presidía a los destinados a la abadía de Stavelot y a la de Malmedy. En 685 se construye la primera iglesia abacial por orden del abad Goduin, dedicada a los santos Martín, Pedro y Pablo. Se conservan las reliquias de san Remaclo.
En el siglo IX, la abadía tenía un papel cultural importante en Lotaringia, representada por Christian de Stavelot.

### Invasiones normandas (850-880)
En diciembre de 881, la abadía sufrió las invasiones de los normandos. Los monjes huyeron con sus tesoros y reliquias. En 883 se dio una nueva invasión, tras la que el abad Odilón inicia la reconstrucción de la arruinada abadía, que se completará en 938.

### Período de los condes-abades (880-960)
Los catálogos de las abadías de Stavelot muestran en los últimos años del siglo IX, en 891 y 895 a un conde-abad Liutfrid, que poseía un beneficio real en Bihain. Tras él, le fue dotada la abadía a Reginar I hasta su muerte en 915. Tuvo por sucesor a Évrard, en el que cabe ver probablemente al personaje al que Enrique I le confía la pacificación de Lotaringia. Gilberto retomaría la sucesión de su padre y conservaría la abadía hasta alrededor de 939. El duque Conrado el Rojo obtiene este beneficio, pero se dice que cayó en desgracia en 953.
Los condes-abades de este primer período no fueron necesariamente jefes gobernadores inmediatos del territorio, pero tras su desaparición, a mediados del siglo X, serían por regla general los condes quienes ejercieran como advocatus sobre los establecimientos eclesiásticos de su circunscripción. Los primeros en Stavelot serían los miembros de la familia Luxemburgo (descendientes de Sigfrido de Luxemburgo).

### Período de los abades príncipes del Imperio (960-1150)
En 962, la abadía de Stavelot se convierte en abadía imperial, y desde entonces, sus abades llevarían el título de Príncipes del Imperio. Con los abades Odilo y Popón, la abadía se convierte en uno de los centros de la reforma cluniacense.
En 1021 es nombrado el abad Popón. Fallecido en 1048 es conocido por haber salvado la fundación de san Remaclo. Gran constructor, Popón hizo construir una imponente iglesia abacial románica de más de cien metros de largo. La nueva iglesia fue consagrada el 5 de junio de 1040 en presencia del emperador Enrique III. Enrique IV subordina Stavelot a Malmedy.
En 1098 nace en Chevrouheid, un caserío de los alrededores de Stavelot, Wibaldo, que tendrá un papel religioso internacional capital para la región y para las abadías de Stavelot y Malmedy. Sería abad entre 1130 y 1158, y fue reconocido como una de las grandes figuras monásticas de su tiempo, como humanista, teólogo, protector de las artes y los artistas, y consejero de los emperadores. La abadía conoció así un gran momento de irradiación cultural en el siglo XII.

### Largo declive (1150-1500)
Tras la muerte de Wibaldo en 1158, la abadía conocerá un largo declive que se prolongará hasta finales del siglo XV.

### Renovación (1500-1650)
Guillaume de Manderscheidt, abad entre 1499 y 1546, ordenó en 1501 la reconstrucción de la vetusta iglesia abacial en estilo gótico. Fue un abad notable, que restauró material y espiritualmente las dos abadías. La disciplina religiosa es restablecida. Asimismo, hizo construir el castillo de Stavelot, que más tarde pertenecería a los príncipes de Baviera (1581-1660) y a los Fürstenberg.
En 1659 se construyó el convento de los Capuchinos.

### Vicisitudes y fin (1650-1804)

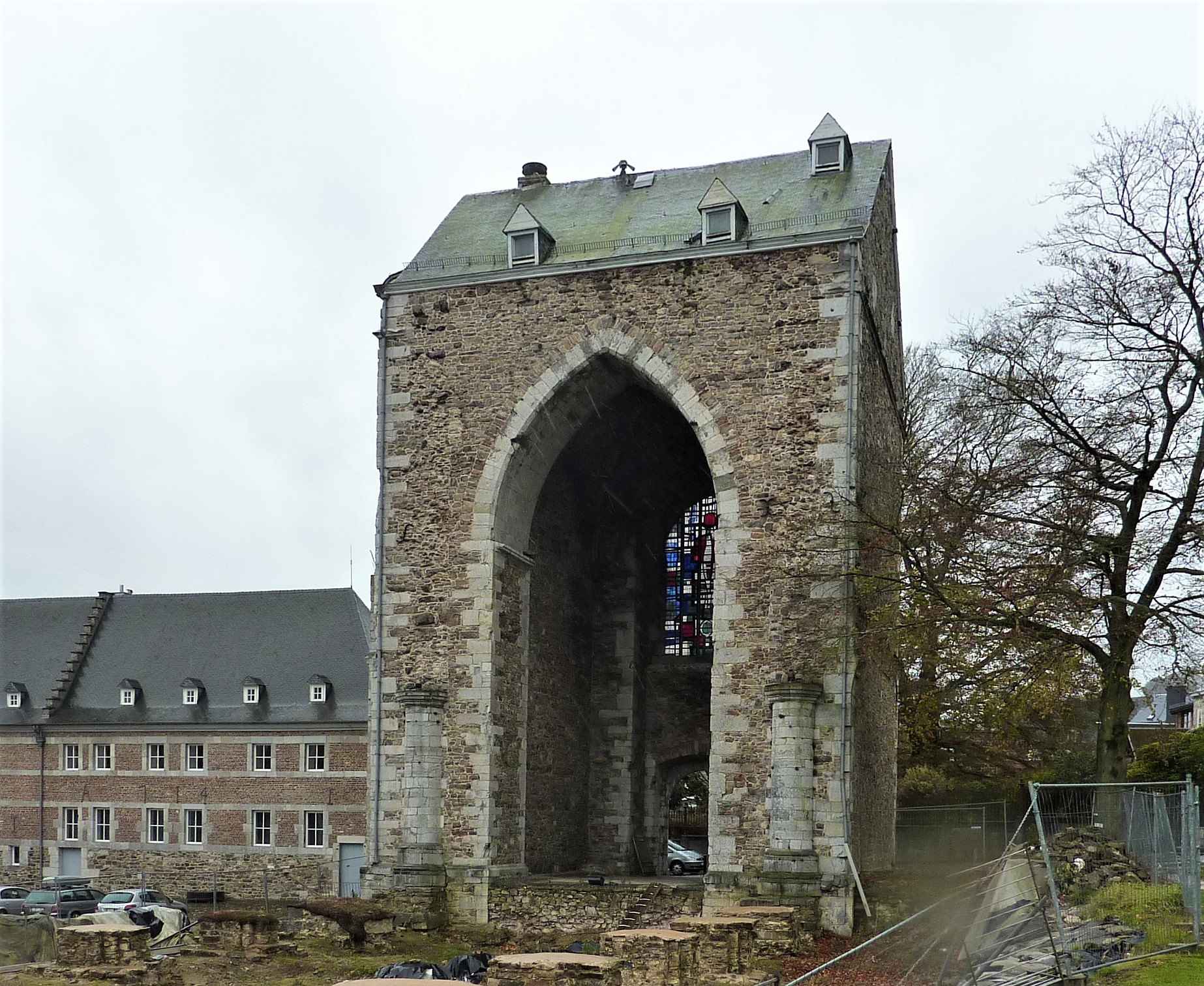
Ruinas de la iglesia abacial.

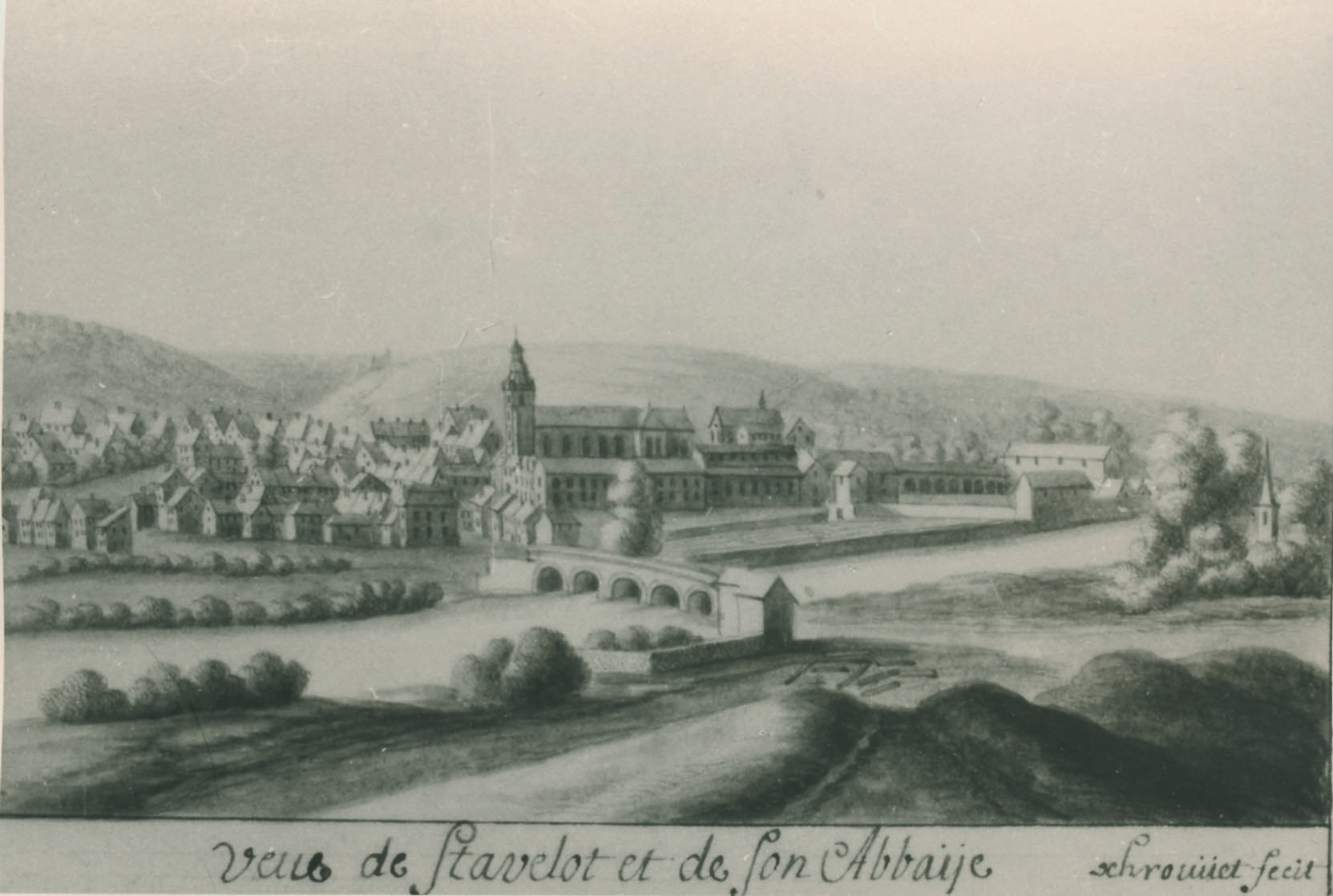
Mathieu-Antoine Xhrouet, Stavelot y su abadía, c. 1730-1740.

El 4 de octubre de 1689, las tropas de Luis XIV saquearon e incendiaron la localidad, de la que solo se conservará la abadía. Más de 360 casas son destruidas. Los monjes consiguieron del papa Alejandro VIII la libre elección del abad el 8 de agosto de 1690. Un relámpago destruyó parcialmente el campanario de la iglesia abacial en 1701.
Entre 1741 y 1753, se construye la nueva abadía de Stavelot, más grande, por orden del abad Joseph de Nollet. En 1750 se completó la construcción de la nueva iglesia principal, dedicada a san Sebastián. El principado pertenecía al Círculo de Baja Renania-Westfalia.
Entre 1793, tras la revolución francesa y el traspaso de Stavelot al departamento del Ourthe de la Primera República Francesa (1795), los monjes son expulsados de la abadía, secularizada, que es saqueada por los revolucionarios. Posteriormente la iglesia abacial es vendida y demolida. 1794 se considera el año del fin del principado de Stavelot-Malmedy; tras el Congreso de Viena, pasa al Reino Unido de los Países Bajos, y en 1830, al Reino de Bélgica.

## Lista de abades
- Remaclo ca. 637-652
- Papolin I 652-ca. 660
- Sigolin ca. 660-ca. 666
- Godwin ca. 666-ca. 675
- Papolin II ca. 675-?
- Rabangar I ca. 710
- Abolin
- Crodmar
- Amalger
- Aminger (of Floribert)
- Anglin 727-746
- Agilolfo 746-750
- Alberic 750-779
- Sighard 779-791
- Witand 791-815
- Absalom de Stavelot 815-816
- Ando 816-836
- Ratold 836-840
- Harond 840-844
- Ebbo I 844-845
- Ebbo II 845-867
- Hartgar 867-880
- Adelhard I 880-890
- Linfried 890-898
- Richar 898-905
- Reginar I 905-913
- Eberhard 913-?
- Gilberto ?-939
- Conrado I 939-952
- Odilo 952-954
- Werinfried 954-986
- Rabangar II 986-1008
- Bertram 1008-1020
- Popón I 1020-1048
- Dirk 1048-1080
- Rudolf de Stavelot 1080-1097
- Volmar 1097-1105
- Popón II 1105-1119
- Conrado II 1119-1128
- Juan I de Reulant 1128-1130
- Wibaldo de Pré 1130-1158
- Eriebald 1158-1193
- Gerard I 1193-1209
- Adelhard II 1209-1222
- Frederik von dem Stein 1222-1244
- Nicolás I 1244-1248
- Enrique I 1248-1274
- Juan II 1274-1281
- Egidius de Falkenstein 1281-1307
- Hendrik II de Bolanden 1307-1334
- Winrich de Pomerio 1334-1343
- Hugo de Auvergne 1343-1373
- Werner de Ockiers 1373-1393
- Walram de Schleiden 1393-1410
- Hendrik III de Visé 1410-1417
- JUan III de Guezaine 1417-1438
- Hendrik IV de Merode 1438-1460
- Caspar Poncin 1460-1499
- Willem I de Manderscheid-Kayl 1499-1546
- Christoffel de Manderscheid-Kayl 1546-1576
- Unión personal con el Principado de Lieja 1576-1650
  - Gerard de Groesbeek 1576-1580
  - Ernesto de Baviera 1581-1612
  - Fernando de Baviera 1612-1650
- Guillermo II de Baviera 1650-1657
- Maximiliano Enrique de Baviera 1657
- Francisco I Egon de Fürstenberg 1657-1682
- Guillermo III Egon de Fürstenberg 1682-1704
- Francisco II José de Lotaringia 1704-1715
- Juan IV Ernst de Löwenstein-Rochefort 1715-1731
- Nicolás II Massin 1731-1737
- Deodaat Drion 1737-1741
- Joseph de Nollet-Bourdon 1741-1753
- Alexander Delmonte 1753-1766
- Jacobus de Hubin 1766-1786
- Celestinus Thys 1786-1794

## Restablecimiento de la tradición monástica
En 1950, los monjes benedictinos restablecieron la antigua tradición monástica de Stavelot fundando el monasterio de San Remaclo de Wavreumont que forma parte de la congregación de la Anunciación en el seno de la confederación benedictina.

## Patrimonio arquitectónico

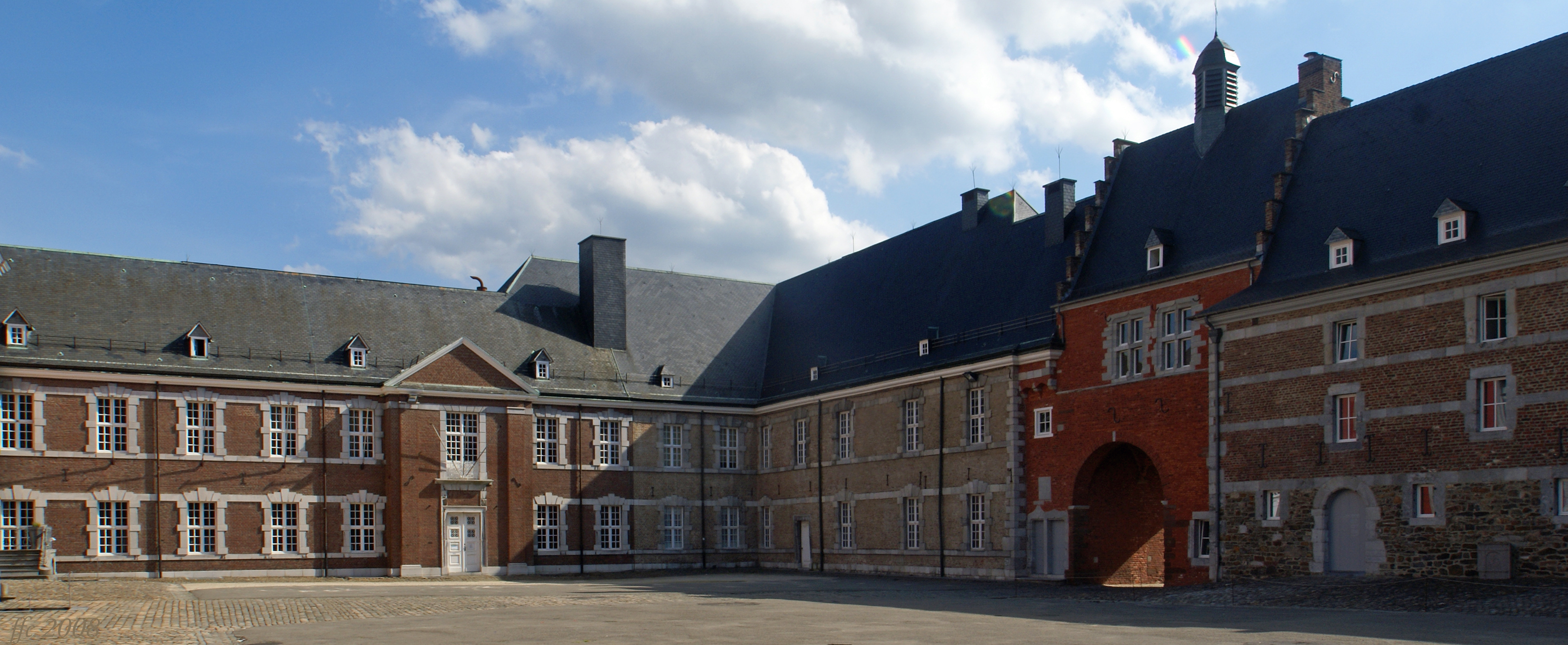
Patio interior de la abadía.

El recuerdo de la abadía se ve perpetuado a través de su arquitectura por un conjunto de edificios algunos de los cuales se hallan en ruinas.
De la antigua iglesia abacial subsiste la base de la torre, fechada en 1536 bajo la puerta de entrada. El campanario de la iglesia ascendía a más de cien metros de altura. Cabe destacar la bóveda estrellada del siglo XVI una pequeña torre que contiene una escalera en espiral. En ella se estableció el museo de la curtiduría.
El pórtico de entrada a la abadía, construido entre 1522 y 1677, lleva el escudo de los Manderscheid. En el patio de honor se perciben en el lado norte dependencias construidas en 1714, a su derecha el local del consejo del principado (1717), que alberga el museo, y enfrente, una construcción con un frontón de armadura (1780-1786), el ayuntamiento.
Un segundo patio, una vez en el edificio se halla rodeado de los antiguos edificios monásticos del siglo XVIII, donde se instalaban el hospicio, el orfanato, y el hospital. Estos edificios presentan bodegas abovedadas. En el ala sur, se halla una gran sala que servía como refectorio, con remarcables estucos. Asimismo, en la sala se encuentra una estufa de hierro fundido de 1708.

## Patrimonio cultural
Una parte de las obras están dispersas entre museos de Nueva York, Londres, Berlín, Fráncfort y París. No obstante, la iglesia parroquial de San Sebastián de Stavelot alberga en sus muros un rico patrimonio cultural y sacro, del que buena parte proviene de la antigua abadía de Stavelot.
Destacan el relicario de san Remaclo, fechado en 1268 y proveniente de la antigua abadía. Se halla en el santuario de a iglesia. Sobre los lados del relicario, en los dos extremos se hallan Cristo y su madre María. Sobre los costados laterales, en nichos, aparecen los doce apóstoles junto a san Remaclo y san Lamberto. El relicario tiene 2.07 m (metros) de largo por 0.60 m de ancho y 0.94 m de alto. Este objeto de arte en cobre dorado es un bello espécimen del arte mosano.
El púlpito, en roble tallado, proviene de la antigua iglesia abacial (siglo XVIII). Los bustos de los cuatro Padres de la Iglesia representan a san Ambrosio, san Jerónimo, san Agustín y san Gregorio.
El busto relicario de san Popón (1628), célebre abad de Stavelot, fue obra del prestigioso orfebre de Lieja Goesvin.

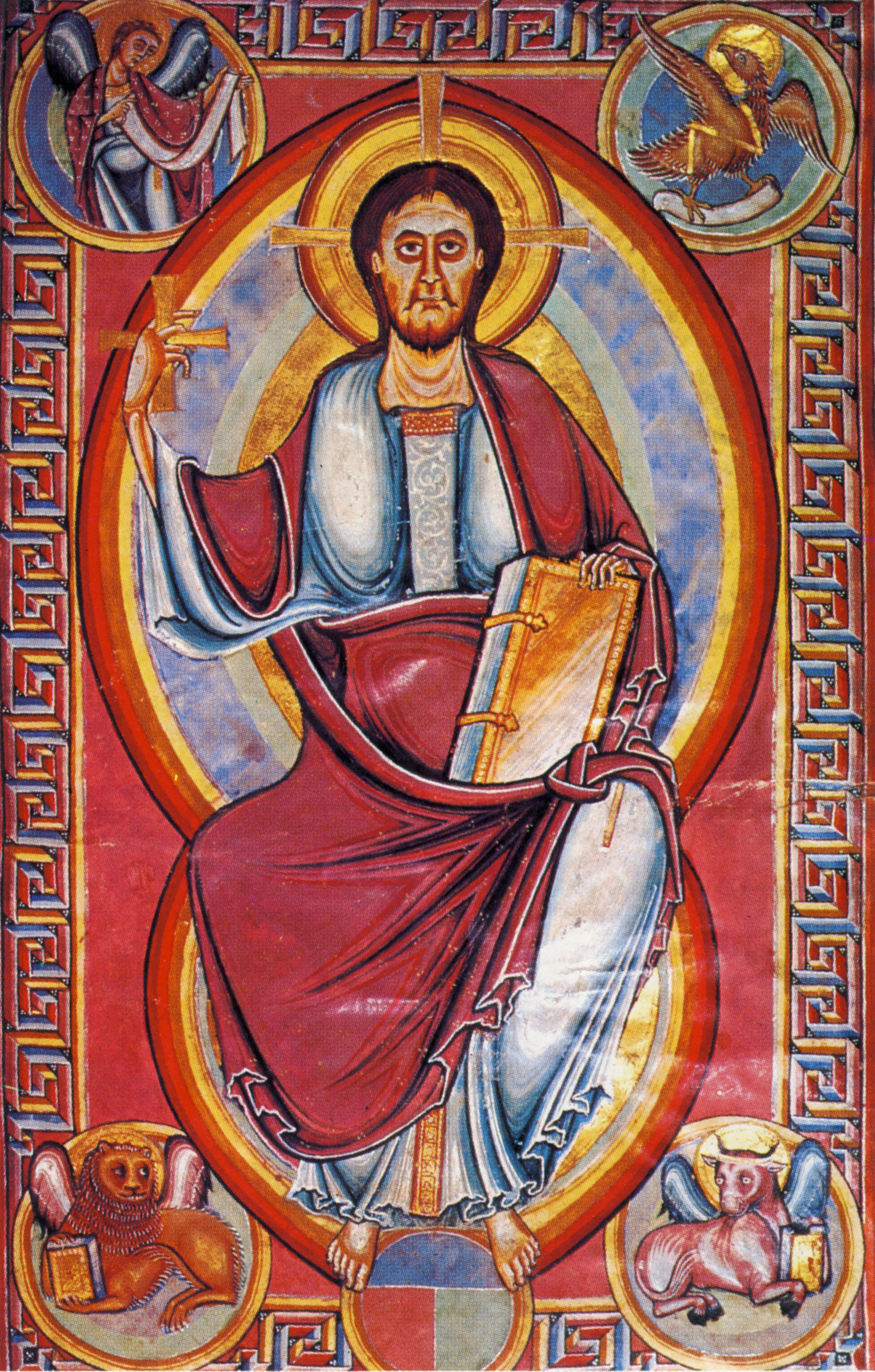
El Cristo en Majestad de la Biblia de Stavelot, British Library, Londres.
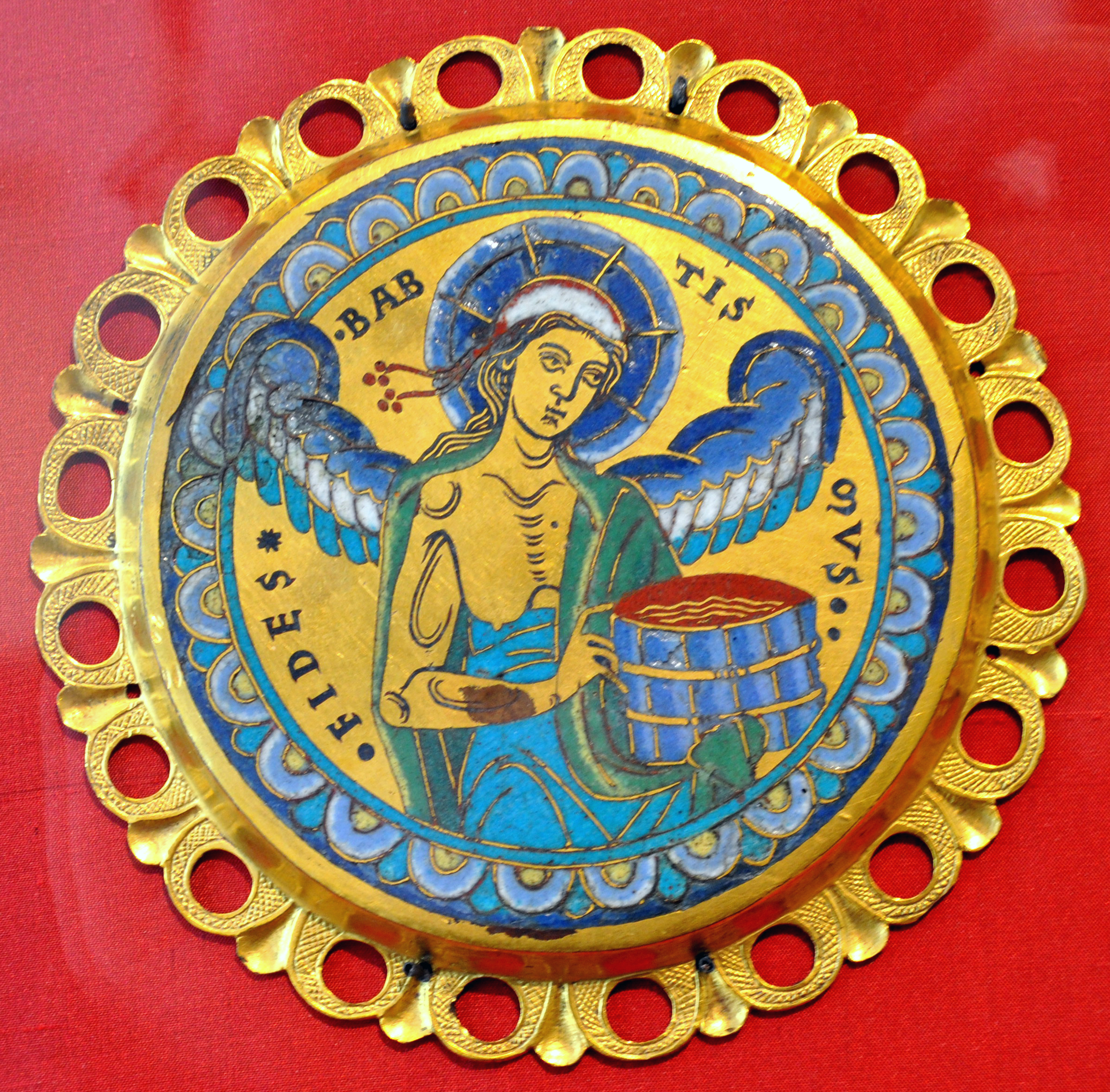
Medallón FIDES et BAPTISMUS del antiguo retablo de san Remaclo, 1150, Museo de las Artes Decorativas de Fráncfort.
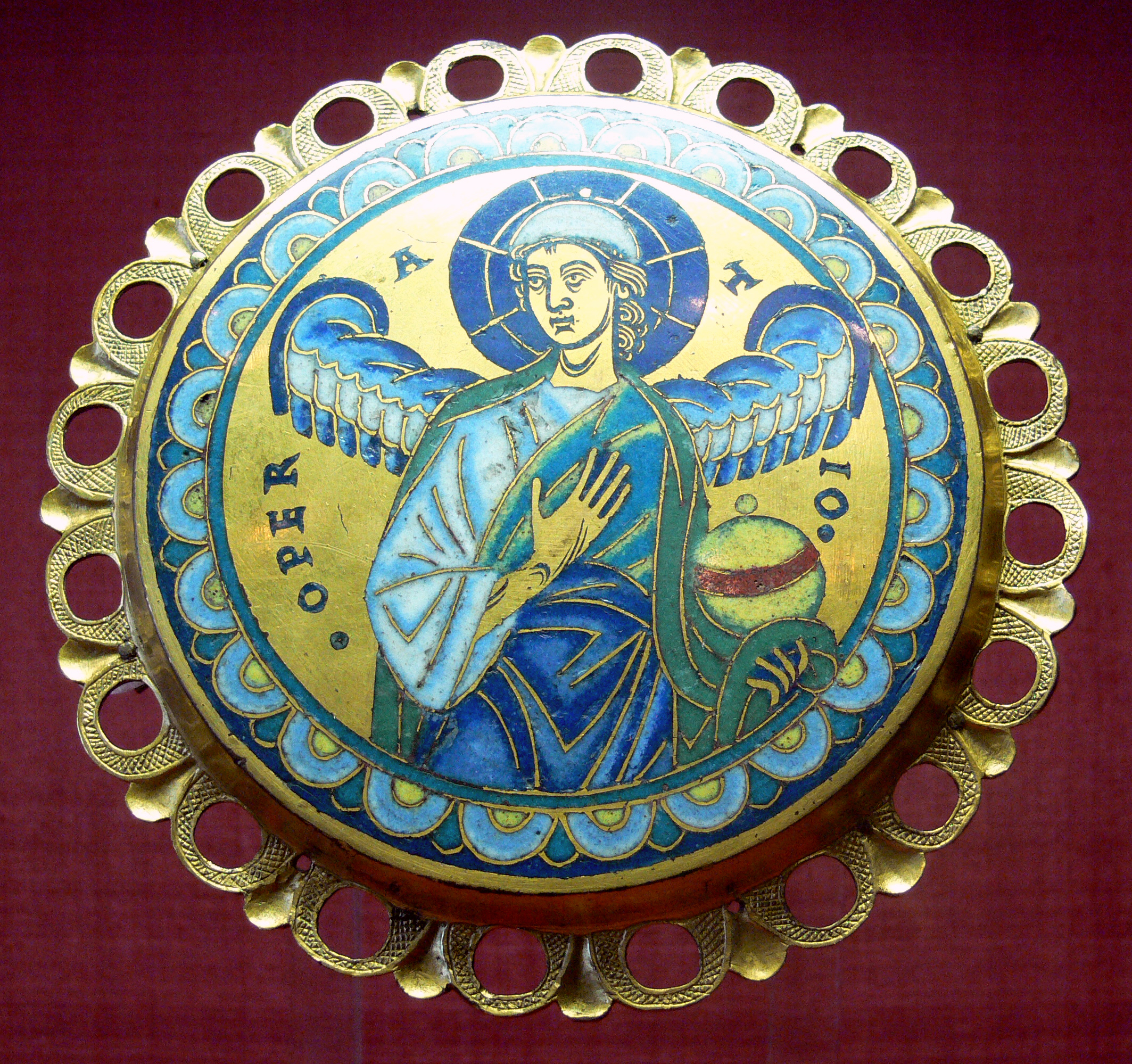
Medallón OPERATIO del antiguo retablo de San Remaclo, 1150, Museo de Artes Decorativas de Berlín.
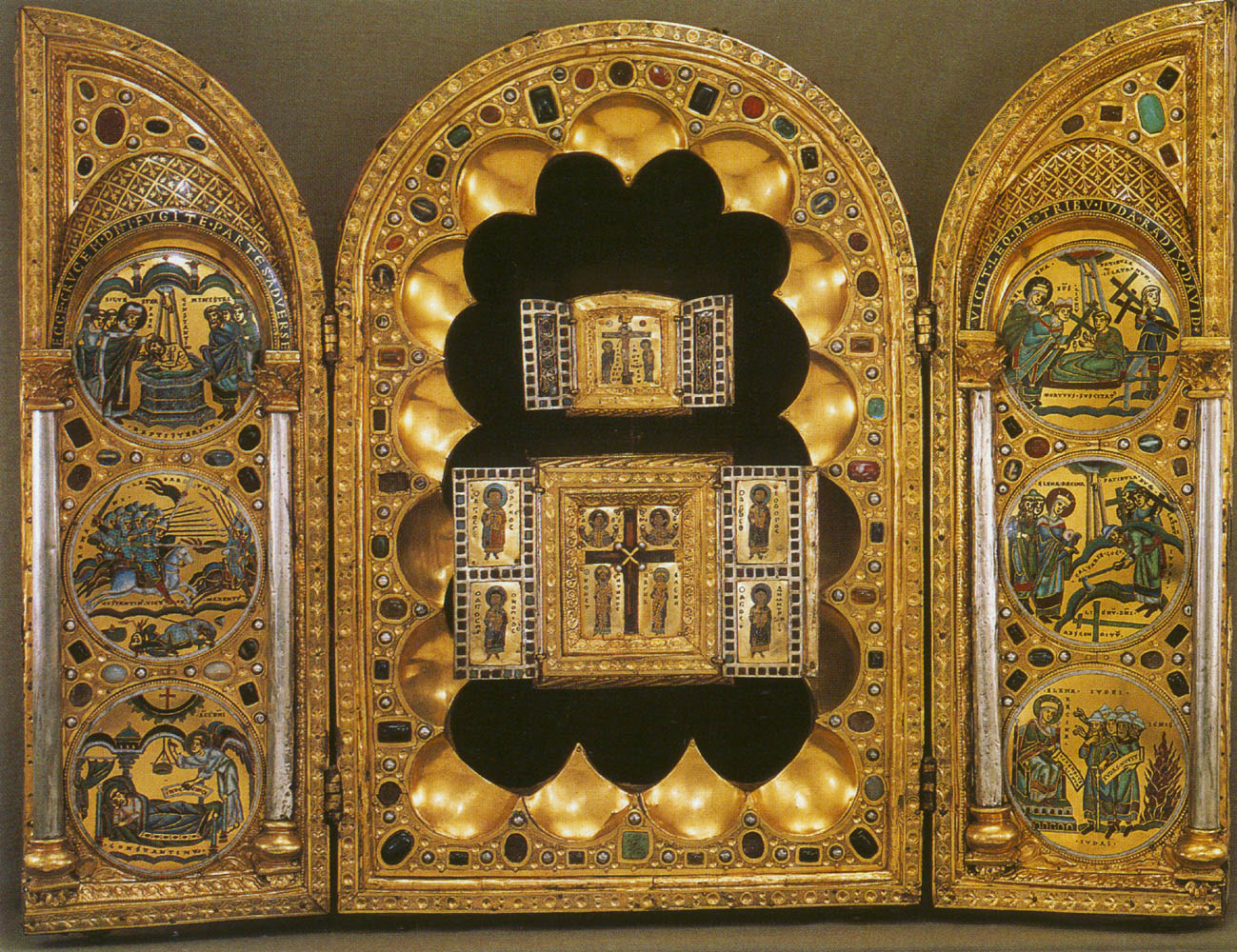
Tríptico de Stavelot, The Morgan Library, Nueva York.
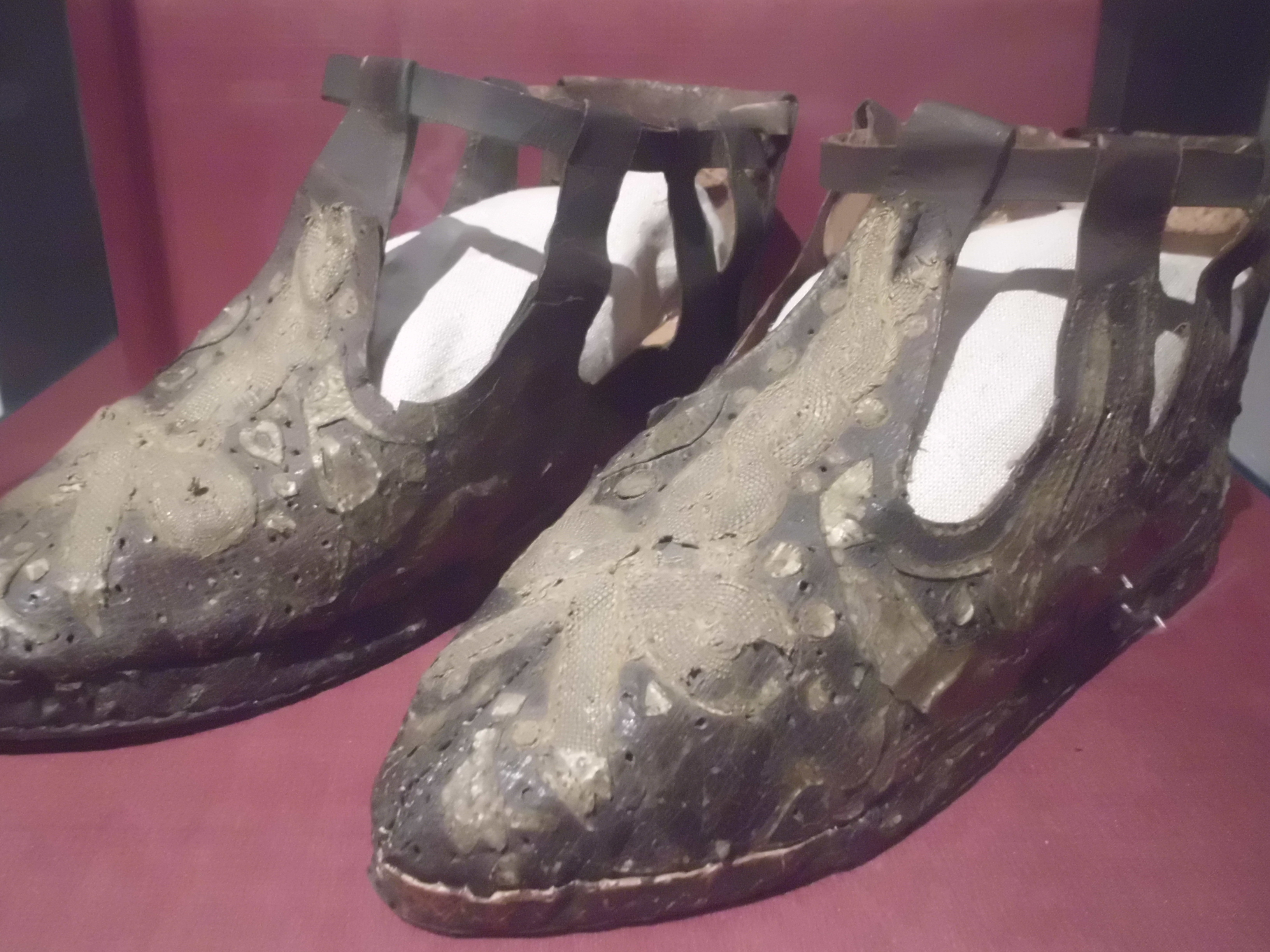
Calzado litúrgico, taller italiano del siglo XII.
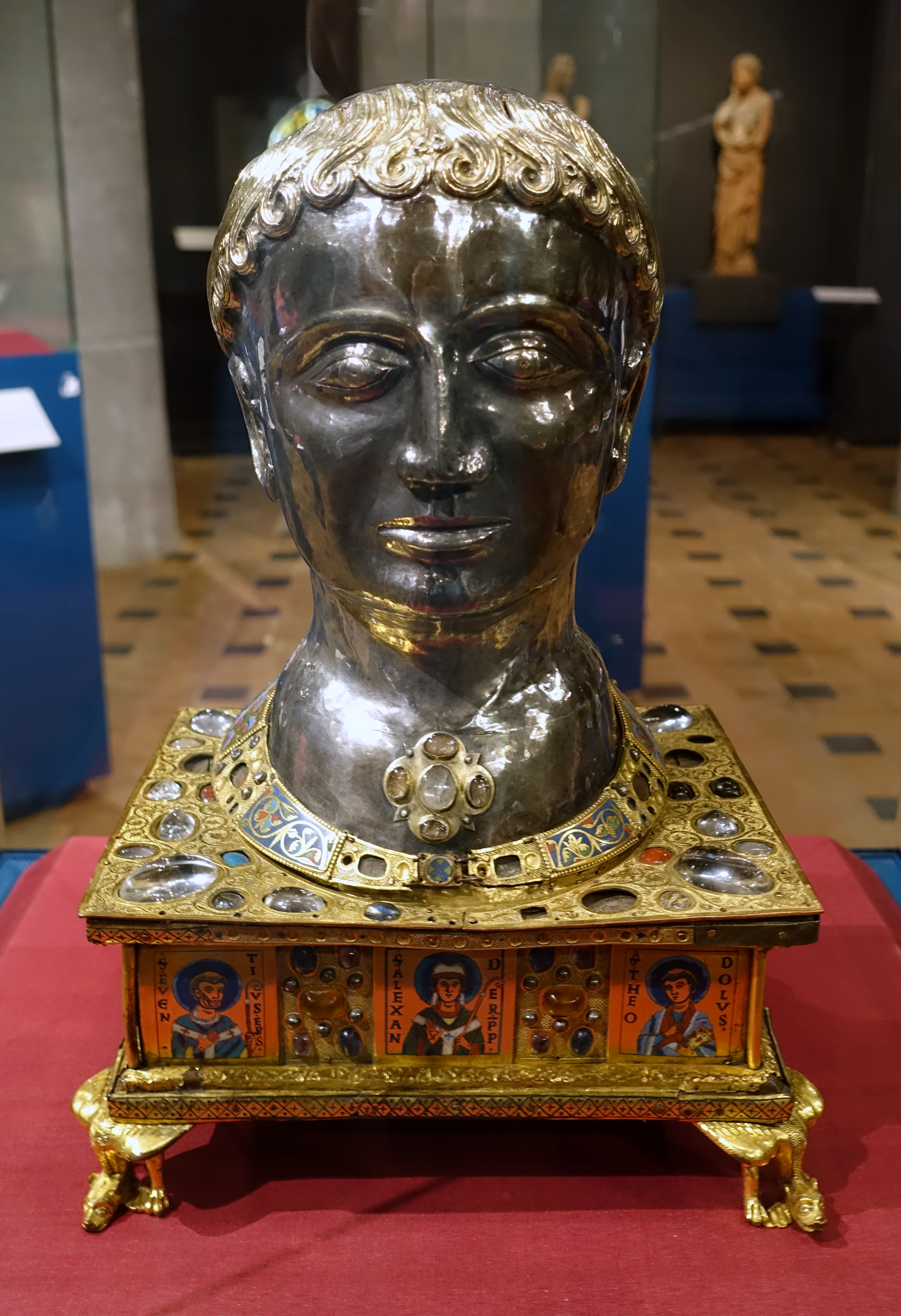
Relicario de la cabeza del papa Alejandro, c. 1145, Museo del Cincuentenario.
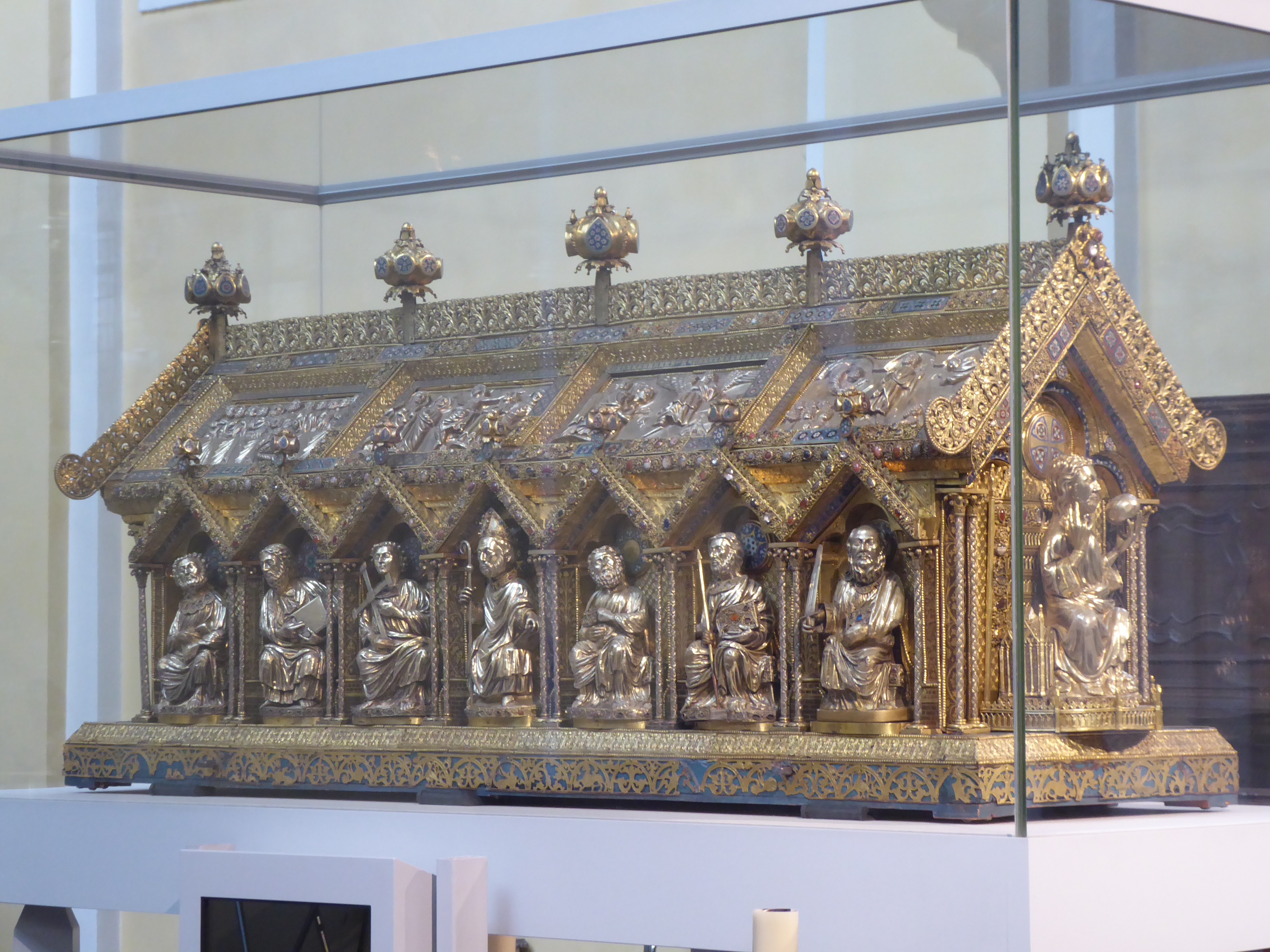
Relicario de San Remaclo, 1268, iglesia de San Sebastián de Stavelot.
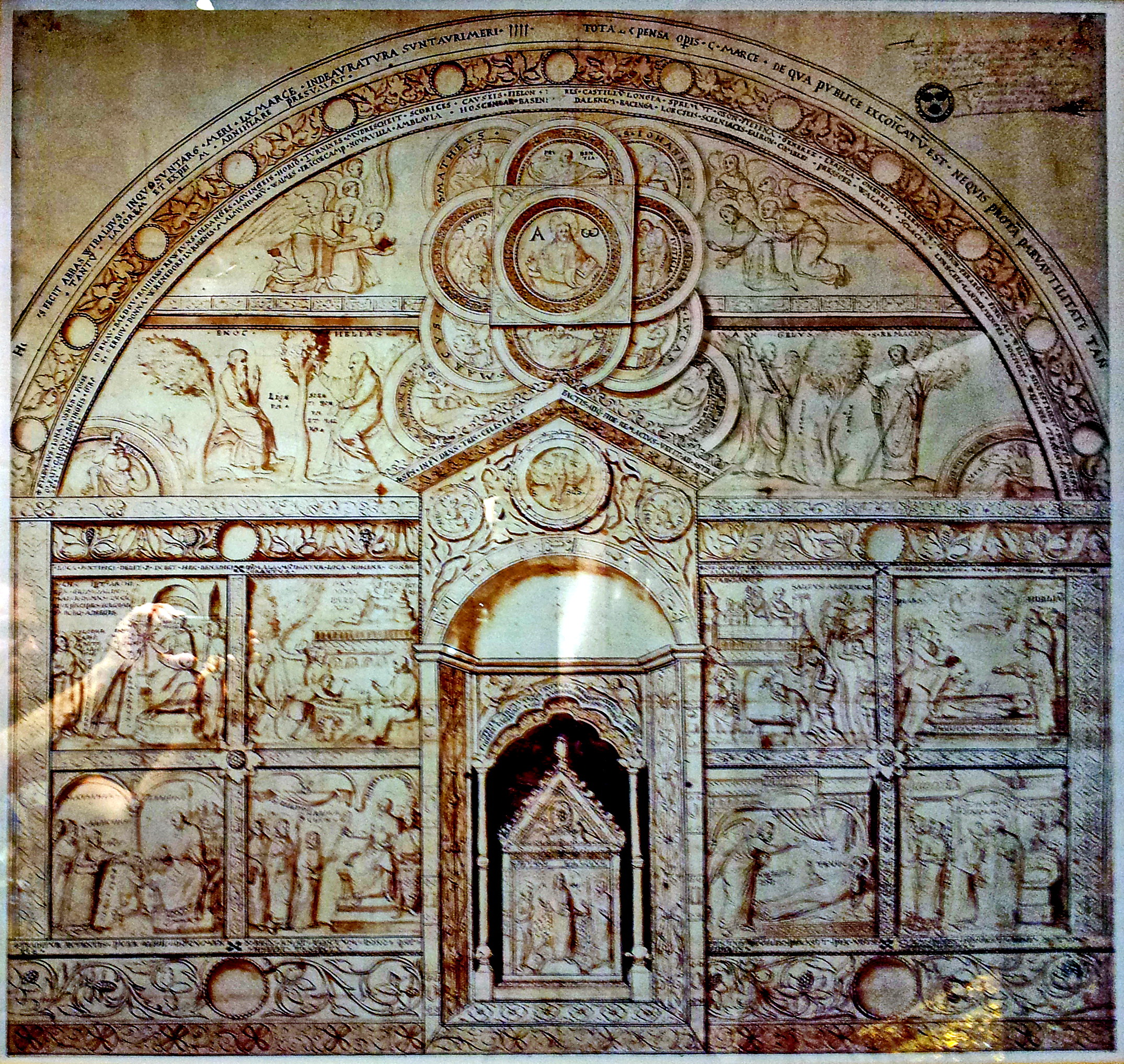
Dibujo del retablo de San Remaclo en 1664, Lieja, Museo Curtius.
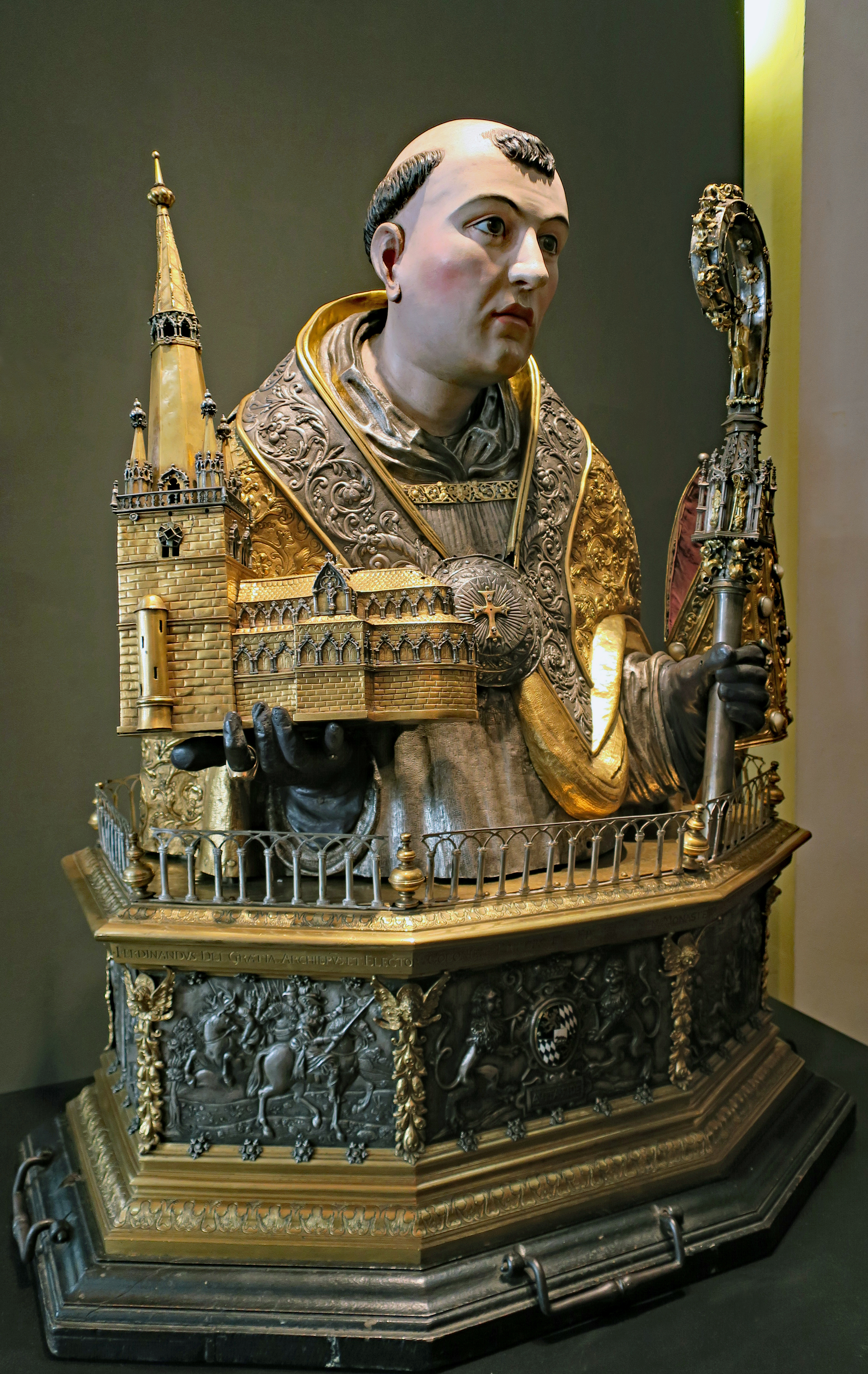
Busto relicario de san Popón, 1626, iglesia de San Sebastián de Stavelot.

El retablo de Pentecostés, salido de la abadía de Stavelot, se conserva en el museo de Cluny en París. Realizado hacia la mitad del siglo XII, es una de las más bellas producciones de arte mosano. Situado detrás del altar, representa el descenso del Espíritu Santo sobre los apóstoles en el día de Pentecostés. La estructura simboliza igualmente la Iglesia, de la que los apóstoles son las columnas. Las figuras de cobre, individualizadas y dotadas de nimbos esmaltados, repujados y dorados.

Retablo
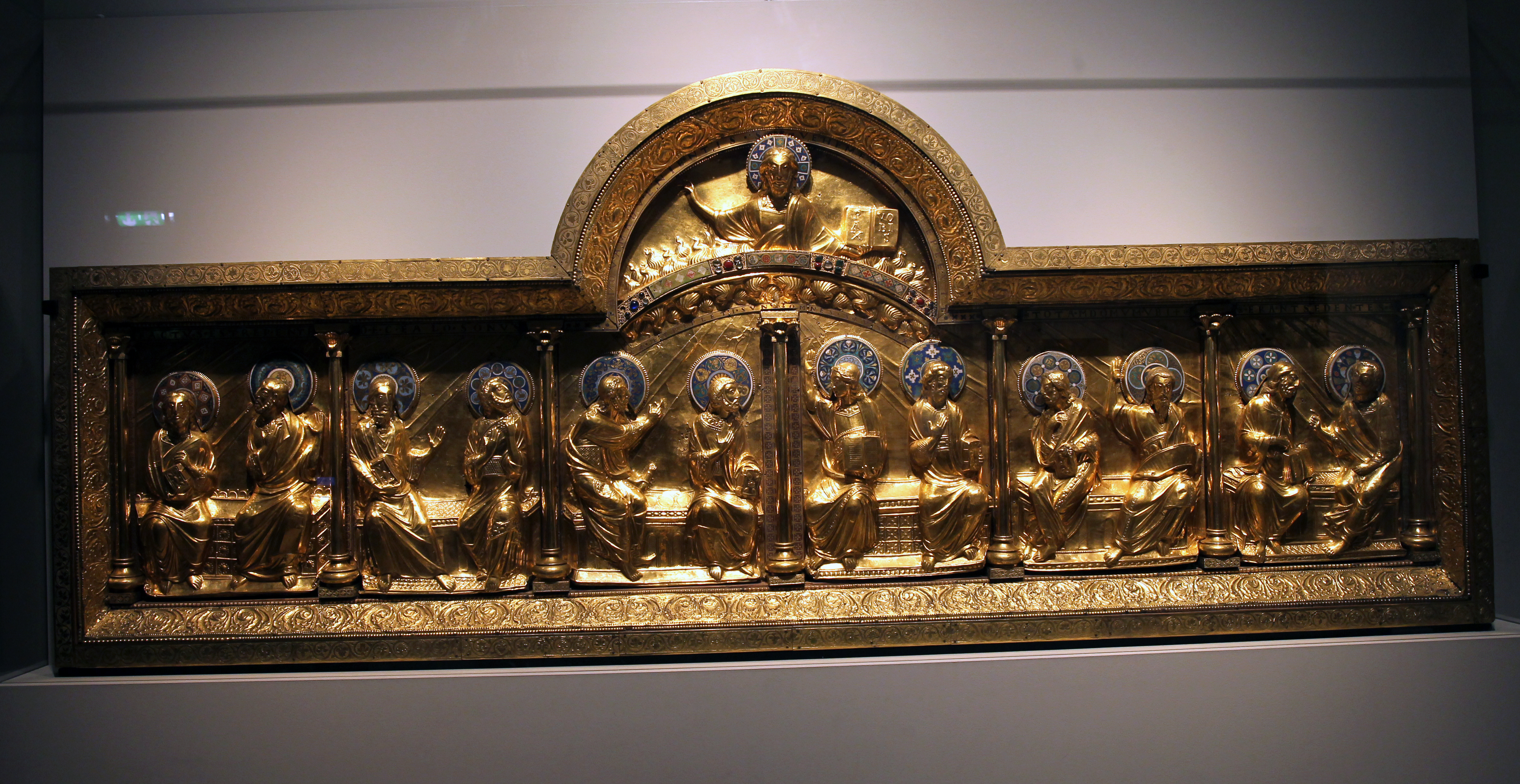
Vista de conjunto
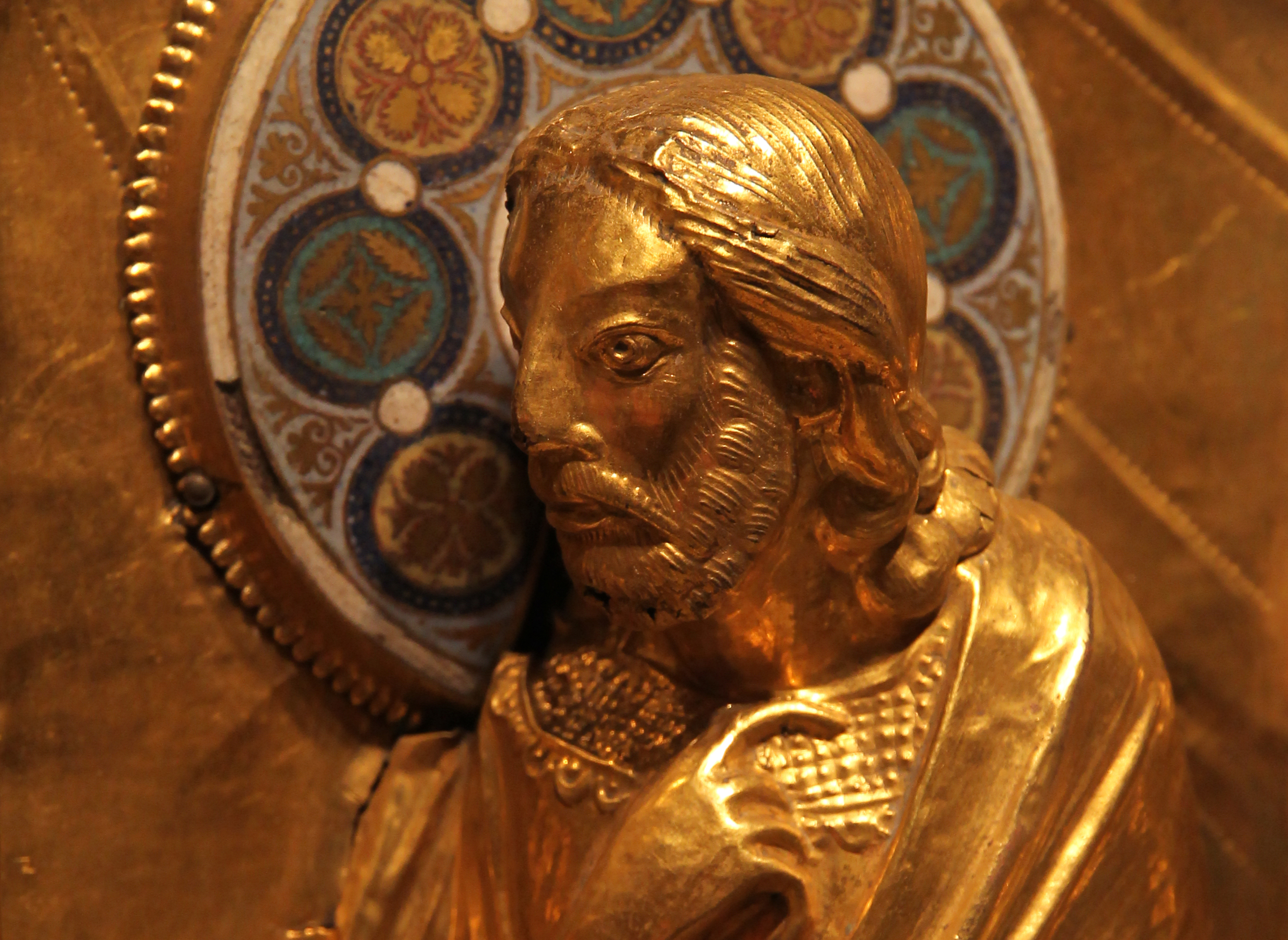
Detalle
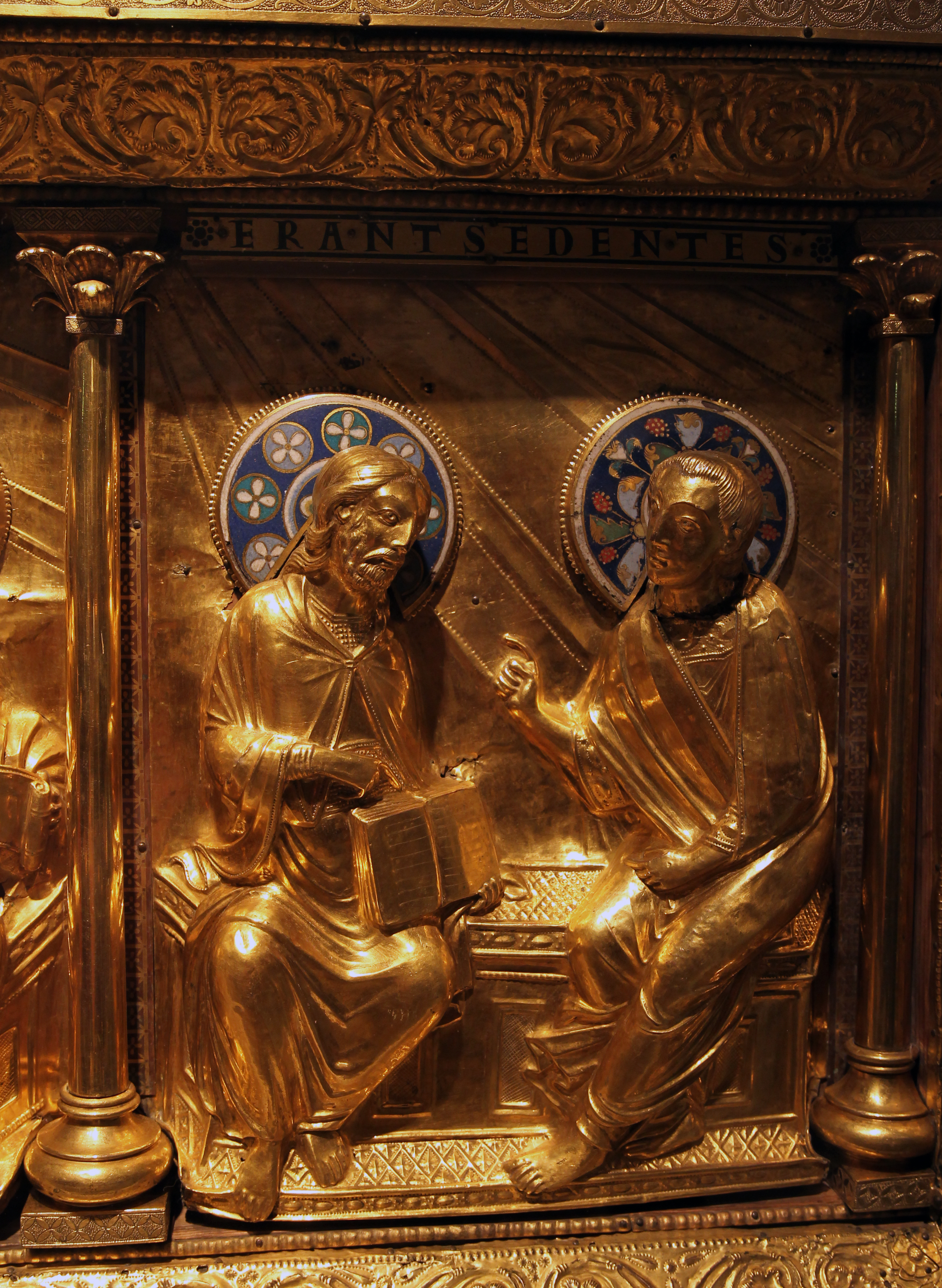
Detalle

## Museos
La abadía actual alberga tres museos:
- El museo de historia del principado de Stavelot-Malmedy. Numerosos paneles explicativos, presentaciones audiovisuales, objetos diversos y reconstrucciones en tres dimensiones ilustran de manera clara los periodos clave que han marcado la historia de la abadía. Se puede descubrir entre otros, dos sarcófagos, seis retratos de abades del siglo XVIII, un antifonario, etc.[1]
- El museo Guillaume Apollinaire.
- El museo del circuito de Spa-Francorchamps. Una exposición presenta la historia del circuito de velocidad desde 1896 a nuestros días. Documentos inéditos y una presentación de los excepcionales vehículos que muestran la pasión de la competición, desde los pioneros a la actualidad.